# Jedan od onih života...
Jedan od onih života ... je osmi studijski album srbskega kantavtorja Đorđeta Balaševića. Album, katerega producent je Đorđe Petrović, je bil izdan leta 1993. Podnaslov »Muzika iz istoimenog romana« na naslovnici se nanaša na Balaševićev roman, katerega naslov je prav tako Jedan od onih života.
Album, izdan sredi vojne v nekdanji Jugoslaviji, je prežet z vojno tematiko. Pesmi, ki na njem izstopajo, so »Ja luzer?« in »Krivi smo mi«, »Provincijalka« ter pesem, posvečena v vojni porušenemu mestu Vukovar, »Čovek sa mesecom u očima«.

## Seznam skladb
| Št.             | Naslov                     | Pisec           | Dolžina |
| --------------- | -------------------------- | --------------- | ------- |
| 1.              | „Ja luzer?‟                | Đ. Balašević    | 4:25    |
| 2.              | „The Last March‟           | Đ. Balašević    | 4:17    |
| 3.              | „Krivi smo mi‟             | Đ. Balašević    | 4:41    |
| 4.              | „Posvađana pesma‟          | Đ. Balašević    | 4:19    |
| 5.              | „Dan posle ponedeljka‟     | Đ. Balašević    | 4:19    |
| 6.              | „Portret mog života‟       | Đ. Balašević    | 4:47    |
| 7.              | „Provincijalka‟            | Đ. Balašević    | 4:17    |
| 8.              | „Stari laloški vals‟       | Đ. Balašević    | 5:53    |
| 9.              | „Čovek sa mesecom u očima‟ | Đ. Balašević    | 6:30    |
| Skupna dolžina: | Skupna dolžina:            | Skupna dolžina: | 43:45   |

## Zasedba
- Đorđe Balašević - vokal
- Aleksandar Dujin - klavir
- Dušan Bezuha - kitara
- Đorđe Petrović - sintetizator, producent
- Aleksandar Kravić - bas kitara
- Josip Kovač - saksofon
- Dragoljub Đuričić - bobni